# Calamity Anne's Vanity
Calamity Anne's Vanity è un cortometraggio muto del 1913 diretto da Allan Dwan. È il terzo di una serie di dodici cortometraggi di genere western dedicati al personaggio di Calamity Anne, interpretata da Louise Lester. Accanto a lei, nel film apparivano J. Warren Kerrigan, Jack Richardson, Jessalyn Van Trump e Charlotte Burton.

## Trama
Calamity Anne vede intorno a sé i giovani del paese che corteggiano le loro belle e viene presa dalla tristezza e dalla malinconia. A lei, non la guarda mai nessuno, nessuno le fa mai la corte. E anche se ha un mucchio di soldi, non sa che farsene. Quando in paese arriva dall'Est una nuova venuta tutta elegante nel suo abito strepitoso, gli uomini, affascinati, piantano le loro ragazze per seguire quella splendida creatura. Calamity non può fare altro che covare dell'odio nei confronti della nuova venuta. Ma, vedendo una rivista femminile, vede uno splendido abito e decide di ordinarlo. Quando finalmente il vestito arriva, Calamity resta estasiata dalla sua bellezza, una morbida seta delicata che la fa sognare. Ma quando se lo vede addosso, qualcosa non quadra: la delicata eleganza del vestito non si sposa affatto con la sua grossa pistola e gli stivali sporchi e infangati che spuntano da sotto la gonna. La sua apparizione provoca lo stupore in tutti i presenti e lei viene accolta da una grande risata che la ferisce nel profondo. In lacrime, Calamity alla fine fa il vuoto intorno a sé impugnando minacciosamente la sua sei colpi. Stanca di tutto e piena di malinconia, lascia un biglietto sulla porta, nel quale annuncia la sua decisione di andarsene via, lasciando il proprio denaro agli orfani.

## Produzione
Il film fu prodotto dall'American Film Manufacturing Company.

## Distribuzione
Distribuito dalla Mutual, il film - un cortometraggio in una bobina - uscì nelle sale cinematografiche statunitensi l'8 febbraio 1913. In seguito, ne venne fatta una riedizione che fu distribuita il 30 novembre 1916.